# Nicolaus dentata
Nicolaus dentata är en insektsart som beskrevs av Pieter D. Theron 1971. Nicolaus dentata ingår i släktet Nicolaus och familjen dvärgstritar. Inga underarter finns listade i Catalogue of Life.